# Aerobik sportowy na World Games 2009
Aerobik sportowy na World Games 2009, odbył się w dniach 24 – 25 lipca w hali Centrum Kulturalnego Jhihde (Cultural Center Jhihde Hall). W tabeli medalowej tryumfowali gimnastycy z Chin i Francji.

## Medaliści
| Konkurencja       | Złoto                                                                    | Srebro | Brąz |
| Mężczyźni         |                                                                          | | |
| Indywidualnie     | Ivan Parejo                                                              | Morgan Jacquemin | Aleksander Kondraticzew |
| Kobiety           |                                                                          | | |
| Indywidualnie     | Marcela Lopez                                                            | Angela McMillan | Huang Jinxuan |
| Mieszane          |                                                                          | | |
| Duety             | Francja · Julien Chaninet · Aurelie Joly                                 | Hiszpania · Vicente Lli · Sara Moreno                                                                                                 | Chiny · He Shijian · Huang Jinxuan                                                                                            |
| Zespoły 3-osobowe | Rumunia · Mircea Brinzea · Tudorel-Valentin Mavrodineanu · Mircea Zamfir | Chiny · Tao Le · Che Lei · Zhang Peng                                                                                                 | Francja · Benjamin Garavel · Nicolas Garavel · Morgan Jacquemin                                                               |
| Zespoły           | Chiny · Che Lei · He Shijian · Ni Zhenhua · Tao Le · Yu Wei · Zhang Peng | Rumunia · Laura Cristache · Oana Corina Constantin · Nadina Hotca · Cristina Simona Nedelcu · Anca Claudia Surdu · Cristina Antonescu | Rosja · Rusłan Farakszatow · Aleksander Kondraticzew · Michaił Nazarjew · Anton Sziszigin · Arsenij Tichmirow · Igor Truszkow |

### Tabela medalowa zawodów
| Poz. | Państwo       |   |   |   | Łącznie |
| ---- | ------------- | - | - | - | ------- |
| 1    | Chiny         | 1 | 1 | 2 | 4       |
| 2    | Francja       | 1 | 1 | 1 | 3       |
| 3    | Hiszpania     | 1 | 1 | 0 | 2       |
| 3    | Rumunia       | 1 | 1 | 0 | 2       |
| 5    | Brazylia      | 1 | 0 | 0 | 1       |
| 6    | Nowa Zelandia | 0 | 1 | 0 | 1       |
| 7    | Rosja         | 0 | 0 | 2 | 2       |